# حزب سوسیالیست ایران

حزبِ سوسیالیست ایران که بنام‌های سوسیال اونیفیه - حزب اجتماعیون -حزب سوسیالیزم) و فرقه سیوسیالیست ایرانخوانده می‌شد، یکی از چهار حزبِ اصلیِ آغازِ دورهٔ حکومتِ رضاشاه به عنوانِ سردار سپه بود. سه حزبِ دیگر شاملِ حزب اصلاح‌طلبان، حزب تجدد و حزب کمونیست بودند.

## پیدایش و اُفتِ نخستین
اعضای این حزب را سوسیالیستهایی که قبلاً حامی حزب دموکرات بودند و قصد بسیج کردن طبقه‌های متوسط و پایین‌تر مانند طبقه کارگر را داشتند تشکیل دادند. در زمانی که اعضای حزب دموکرات و نیز افرادی از اعتدالیون به خاطر دولت موقت مهاجرین در قصر شیرین بودند، ائتلافی میان آن‌ها شکل گرفت که با عنوان حزب سوسیالیست ایران نام‌گذاری شد. این حزب در عمل جای حزب دموکرات قدیم را گرفت و در مجلس چهارم در سال ۱۳۰۱–۱۳۰۰ اعلام موجودیت کرد. حزب سوسیالیست ایران در آن مجلس در اقلیت بود و جناح مخالف حزب اصلاح‌طلبان را که اکثریت مجلس را در دست داشتند، به وجود آورد. حزب سوسیالیست ایران متمایل به سیاست‌های سوسیالیستی روسیه بود و حزب اصلاح طلبان متشکل از اعتدالیون قدیم و بقایای دموکرات‌ها تشکیل شده‌بود و حزبی محافظه‌کار به‌شمار می‌رفت.
حزب سوسیالیست ایران به رهبری سلیمان‌میرزا اسکندری در کرمانشاه اعلام موجودیت کرده و بلافاصله پس از آغاز به کار مرام‌نامهٔ خود را در چاپخانهٔ شرافت احمدی این شهر منتشر کرد که یک جزوهٔ ۲۰ صفحه‌ای به قطع جیبی بود. حزب سوسیالیست علاوه بر کرمانشاه در تهران، رشت، قزوین، بندر انزلی، تبریز، مشهد و کرمان نیز شعبه‌هایی تأسیس کرد.
این حزب خواهان برابری زن و مرد، الغا ارباب رعیتی، تحصیل اجباری زنان و مردان، ممنوعیت فروش الکل و افیون، محدودیت ساعات کار کارگران و ایجاد سیستم عدالت تأمین اجتماعی و درمان رایگان بود.

### رهبران
رهبران این حزب سلیمان‌میرزا اسکندری، سید محمدرضا مساوات و قاسم خان صور (مدیر مجله صور اسرافیل و برادرزاده صور اسرافیل) بودند.

### روزنامه هاو تبلیغات
حزب سوسیالیست چهار روزنامه از جمله روزنامه توفان (ناشر: محمد فرخی یزدی) منتشر می‌کرد.

## مواضع و برنامه‌های حزب
برنامه‌های حزب عبارت بودند از: «ایجاد جامعه‌ای برابر در آینده، ملی کردن ابزار تولید از جمله کشاورزی، طرح‌های آبیاری برای کمک به کشاورزان، تقویت حکومت مرکزی و تشکیل انجمن‌های ایالتی با تأمین عدالت برای کلیه مردم «بدون توجه به نژاد و ملیت»، آزادی بیان، اندیشه، نشر و اجتماع، حق راه انداختن اتحادیه و اعتصاب؛ انتخابات آزاد، عمومی، مخفی و مستقیم؛ آموزش دبستانی اجباری برای همه کودکان، استفاده از زبان مادری در دبستان‌ها، حق تحصیل زنان، ممنوعیت کار کودکان، ساعات کاری روزانه هشت ساعته، پرداخت حقوق برای روزهای جمعه، طرح‌های دولتی برای از بین بردن بیکاری در شهر و روستا. این حزب با حزب کمونیست و جمعیت نسوان وطنخواه ارتباطی نزدیک داشت.
حزب سوسیالیست ایران نخستین حزبی در تاریخ ایران بود که از لغو مجازات اعدام دفاع می‌کرد. این حزب همچنین نخستین حزب در تاریخ ایران بود که برابری جنسیتی را صراحتاً در مرام‌نامهٔ خود مورد اشاره قرار داد و از «تساوی حقوق افراد ایرانی اناثا و ذکورا بدون فرق نژاد، دین، ملیت در پیشگاه قانون» دفاع می‌کرد.